# جامع ومرقد الإمام قاسم
جامع ومرقد الامام قاسم هو من مساجد العراق الأثرية القديمة ويقع في مدينة كركوك في العراق، وشيد المبنى في عهد الدولة العثمانية عام 1023 هـ/1614م، في محلة امام قاسم، وكان مبنى الجامع فيهِ مدرسة دينية ثم ألغيت الدراسة بها، وفي الجامع مصلى قديم وآخر جديد وساحة، وتبلغ مساحة الجامع 2000م2 تقريباً. ويحتوي على مصلى واسع تقام فيه حالياً صلاة الجمعة وصلاة العيدين والصلوات الخمس.
وللجامع دور فعال في مدينة كركوك حيث تتلمذ فيهِ وفي المدرسة التابعة لهُ المئات من طلبة العلوم الشرعية وغيرهم من علماء الدين ومنهم:
- الشيخ محمود إمام وخطيب جامع علي بن أبي طالب.
- الشيخ محمد أمين رئيس هيئة علماء كركوك.
- الشيخ جلال .
- الشيخ صالح قادر كافي جفاري والمعروف بزهدهِ وورعهِ في مدن كردستان العراق.[1]